# Ocupación japonesa de Hong Kong
La ocupación japonesa de Hong Kong durante la Segunda Guerra Mundial comenzó el 25 de diciembre de 1941, cuando el gobernador de Hong Kong, Sir Mark Young, entregó el territorio de Hong Kong al Japón, después de 18 días de intensos combates con los defensores británicos y canadienses contra la superioridad de las fuerzas imperiales japonesas La ocupación duró tres años y ocho meses, hasta la rendición de Japón. La duración de este período (三年零八個月, en chino) más tarde se convirtió en una metonimia de la ocupación.
Durante el periodo de la ocupación japonesa de Hong Kong, el territorio fue llamado Hong Kong japonés.

## Antecedentes

### La invasión japonesa de China
Durante la invasión japonesa de China en 1937, Hong Kong no fue invadido ya que formaba parte del Imperio británico. Sin embargo, la guerra en China influenció su situación debido a la proximidad del enclave con el continente. A principios de marzo de 1939, dos bombas cayeron accidentalmente en Hong Kong durante un bombardeo sobre la ciudad de Shenzhen y destruyeron un puente y una estación de tren.

### Segunda Guerra Mundial
En el otoño de 1941, el Tercer Reich estaba en el apogeo de su poder. Las fuerzas alemanas habían invadido gran parte de Europa Occidental y avanzaban velozmente hacia Moscú tras la invasión de la Unión Soviética. Aunque todavía oficialmente neutral, Estados Unidos apoyaba activamente a Gran Bretaña, a la Commonwealth británica y a la Unión Soviética en la guerra contra Alemania, y había impuesto un embargo total de petróleo a Japón después de que las medidas menos duras de la guerra económica no hubiesen logrado producir cambios en la política exterior japonesa en China y en la Indochina francesa. Esto llevó a Japón a lanzar un ataque repentino contra la base naval estadounidense de Pearl Harbor el 7 de diciembre de 1941, contra las bases militares estadounidenses en las Filipinas, y contra objetivos estratégicos en otras partes de Asia Oriental y del Pacífico.

### Batalla de Hong Kong
Como parte de la campaña por hacerse con el control del Pacífico, los japoneses lanzaron un asalto a Hong Kong en la mañana del 8 de diciembre de 1941. Fuerzas británicas, canadienses e indias, apoyadas por los voluntarios de la ciudad trataron de resistir el rápido avance japonés, pero se encontraban en inferioridad numérica. Después de haber atravesado por los Nuevos Territorios y Kowloon, las fuerzas japonesas cruzaron Puerto Victoria el 18 de diciembre. Aunque los feroces combates continuaron en la isla de Hong Kong, se perdió el único embalse que abastecía de agua a los defensores. Los Granaderos de Winnipeg canadienses lucharon en el crucial paso de Wong Nai Chong que aseguraba, desde el norte, el acceso a la parte sur de la isla. Finalmente derrotados el 25 de diciembre de 1941, los funcionarios coloniales británicos encabezados por el gobernador de Hong Kong, Mark Aitchison Young, se entregaron en el cuartel general japonés local.

## Control de la colonia

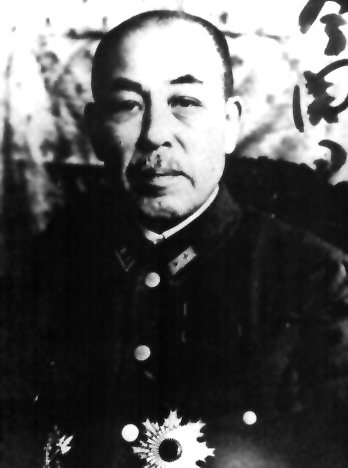
Rensuke Isogai, dirigente del gobierno militar de la colonia durante el periodo de ocupación japonesa.

A lo largo del periodo de dominio japonés, Hong Kong se gobernó como un territorio ocupado sometido a la ley marcial. Encabezada por el general Rensuke Isogai, los japoneses establecieron su administración y puesto de mando en el hotel Península de Kowloon. El gobierno militar —integrado por los departamentos de política, administración civil, economía, poder judicial y Marina— promulgó regulaciones estrictas y estableció oficinas ejecutivas para controlar a todos los residentes en Hong Kong. Además del gobernador Mark Young, se envió a 7.000 soldados británicos y civiles a campos de prisioneros o de internamiento, como los de Sham Shui Po o Stanley. El hambre, la desnutrición y la enfermedad estaban generalizados en estos campamentos. En 1945 se produjeron casos graves de desnutrición entre los reclusos del campo de internamiento Stanley. Por otra parte, el gobierno militar japonés bloqueó Puerto Victoria y controló los almacenes del puerto.

## Economía

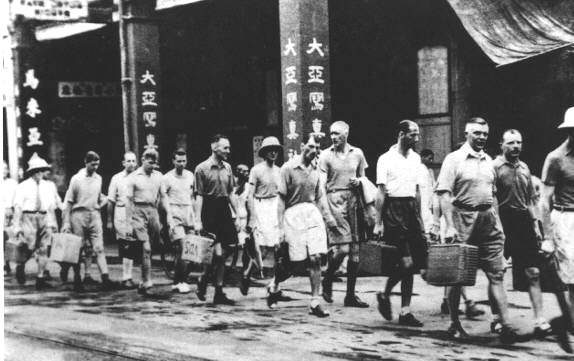
Los soldados japoneses arrestaron a los banqueros occidentales y los encerraron en un hotel chino.

Todas las actividades comerciales se vigilaban estrechamente y los japoneses tomaron posesión de la mayoría de las fábricas. Después de haber privado a los comerciantes y a los bancos de sus posesiones, se abolió el uso del dólar de Hong Kong y se impuso el yen militar japonés. El tipo de cambio se fijó en 2 dólares de Hong Kong a 1 ¥ militar en enero de 1942. Más tarde, el yen se revalorizó hasta los 4 dólares de Hong Kong por yen en julio de 1942, lo que hizo que la población local pudiese adquirir menos divisas japonesas que hasta entonces. Mientras los ciudadanos de Hong Kong se empobrecían por los cambios de moneda impuestos, el Gobierno japonés vendía los dólares de Hong Kong para financiar su economía de guerra. Más tarde, se declaró al yen como única moneda legal (junio de 1943). Los precios de los productos se tenían que marcar en yenes. La hiperinflación dañó la economía y afectó duramente a los ciudadanos de Hong Kong. La enorme devaluación del yen japonés militar después de la guerra lo hizo casi inservible.
El transporte público y los servicios públicos inevitablemente colapsaron, debido a la escasez de combustible y por el aumento de los ataques aéreos estadounidenses sobre Hong Kong. Decenas de miles de personas quedaron sin hogar y desamparados, y muchos de ellos fueron empleados en la construcción naval y la construcción. En el ámbito agrícola, los japoneses tomaron el control del hipódromo de Fanling y el aeródromo de Kam Tin para sus experimentos de cultivo de arroz.
Con la intención de incrementar la influencia japonesa en Hong Kong, dos bancos japoneses, el Yokohama Specie Bank y el Bank of Taiwan, fueron reabiertos. Estos bancos reemplazaron al HongKong and Shanghai Bank y a otros dos bancos británicos responsables de la emisión de los billetes. Entonces liquidaron varios bancos aliados. Banqueros británicos, estadounidenses y holandeses se vieron obligados a vivir en un pequeño hotel, mientras que algunos banqueros que eran vistos como enemigos de los japoneses fueron ejecutados. En mayo de 1942, se animó a las compañías japonesas a instalarse en el nuevo territorio. En octubre del mismo año, se creó en Hong Kong un sindicato de comerciantes conformado por empresas japonesas para manipular el comercio exterior.

## Vida comunitaria, servicios sociales e higiene pública

### La vida bajo el miedo

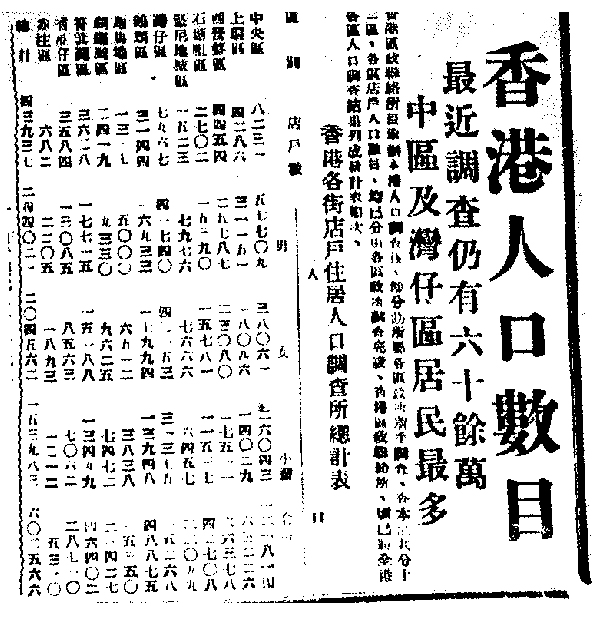
La población se redujo a causa de la repatriación.

Para hacer frente a la falta de recursos y a la posibilidad de que los chinos residentes en Hong Kong apoyaran a las fuerzas aliadas en una posible invasión para retomar la colonia, los japoneses introdujeron una política de deportación forzosa. Como resultado, los desempleados fueron deportados a China continental, y la población de Hong Kong disminuyó de 1,6 millones en 1941 a 600.000 en 1945. Por otra parte, los japoneses reformaron conforme a sus intereses el gobierno y los servicios. Con el fin de ampliar el Aeropuerto de Kai Tak, por ejemplo, los japoneses demolieron el monumento Sung Wong Toi en la actual Kowloon. Los edificios de algunas escuelas secundarias de prestigio tales como el colegio Jesuita Wah Yan College, la Escuela Diocesana para niños, la escuela King George V, el Colegio para niñas St. Paul's de la Iglesia Anglicana y el Colegio de La Salle fueron requisados como hospitales militares por los japoneses. En la Escuela Diocesana para niños se rumoreaba incluso que se realizaron ejecuciones.
La vida era difícil para la población bajo el dominio japonés. Como no había suministro suficiente de alimentos, se racionaron algunos como el arroz, aceite, harina, sal o azúcar. Cada familia recibió una cartilla de racionamiento, y cada persona sólo podía comprar 6,4 taels de arroz al día. La mayoría de las personas no tenían suficientes alimentos para comer y muchos murieron de hambre durante el racionamiento, que no fue cancelado hasta 1944.
De acuerdo con algunos testimonios, los japoneses cometieron diversas atrocidades sobre la población local, entre la que destacan las violaciones de mujeres. Una estimación de un médico chino habla de al menos 10.000 niñas y mujeres violadas en el mes después de la victoria japonesa.

### Salud y los servicios sociales
Durante la ocupación, los hospitales a disposición de la población se redujeron: El Hospital de Kowloon y el Queen Mary Hospital fueron ocupadas por el ejército japonés. A pesar de la falta de medicamentos y de fondos, la Tung Wah y el Hospital Kwong Wah continuaron sus servicios sociales, pero de forma más limitada: reparto de alimentos, medicinas, ropa, y servicios funerarios. Aunque percibían algunos fondos, continuaron teniendo dificultades financieras debido entre otros a los costes de reparación, obligándoles a promover actividades para recaudar fondos, como actuaciones musicales.
El hospital Tung Wah y la organización de beneficencia Po Leung Kuk siguieron prestando asistencia, gracias a importantes donaciones de los miembros de la elite honkonesa. Po Leung Kuk tenía sus depósitos bancarios bloqueados debido a la ocupación japonesa, pero gracias a las donaciones de Aw Boon Haw (un financiero largamente vinculado al centro) se pudo acoger a los muchos huérfanos existentes.
Con el suministro inadecuado de los recursos, el Hospital Tung Wah y el Hospital Kwong Wah aún ofrecían algunos servicios sociales a personas necesitadas. 
En junio de 1943 la gestión del agua, el gas y la electricidad fue transferida a manos privadas japonesas.

## Educación, prensa y propaganda
A través de la educación, los medios de comunicación y otros medios de propaganda, los japoneses trataron de controlar la mentalidad de la gente de Hong Kong a fin de construir un régimen de administración más fuerte. La japonización era un medio común para reconducir a la gente, y se impuso en los diferentes aspectos de la vida cotidiana.

### Educación japonesa
La enseñanza de la lengua japonesa era obligatoria, y los estudiantes que obtenían malos resultados en los exámenes de japonés corrían el riesgo de castigos corporales. El inglés no se podía enseñar ni tampoco se toleraba fuera del aula. Se establecieron algunas escuelas privadas de idioma japonés para promover el japonés oral. La administración militar creó el Curso de Enseñanza de Profesores obligatorio para el profesorado y cuya no superación implicaba un curso de capacitación de tres meses. Las autoridades japonesas trataron de introducir las tradiciones y costumbres japonesas a los estudiantes de Hong Kong mediante la escuela japonesa. Relatos históricos famosos como Mori Motonari(毛利元就) “Sanbon no ya” y el viaje de Xufu(徐福) a Japón se incorporaron a los materiales de estudio.   Los objetivos principales de esta japonización del sistema educativo fueron principalmente para facilitar el control japonés sobre la población local y establecer una esfera de influyencia. En 1943, sólo una escuela formal, la Escuela Bougok (寳覺學校), había impartido cursos de cantonés a los japoneses en Hong Kong. De acuerdo con el instructor de la Escuela Bougok, "la enseñanza cantonés es difícil porque no existe un sistema y modelo establecido en la gramática cantonés, y tiene que cambiar la pronunciación como la ocasión lo exija" y "sería más fácil para un pueblo cantonés aprender japonés de un pueblo japonés que aprender cantonés.”

### Propaganda
Los letreros y anuncios en inglés fueron retirados, y en abril de 1942, las calles y edificios en el centro cambiaron el nombre al japonés. Por ejemplo Queen's Road Central pasó a llamarse Meiji-dori y Des Voeux Road se llamó Shōwa-dori. Del mismo modo, el Gloucester Hotel se llamaba Matsubara, el Peninsula Hotel, el Matsumoto, y el Lane Crawford, Matsuzakaya.
La conmemoración de las fiestas japonesas, eventos de estado, las victorias y los aniversarios también reforzó la influencia japonesa sobre Hong Kong. Por ejemplo, se celebró el Yasukuri o Festival del Altar en honor a los muertos. También hubo un Día del Imperio el 11 de febrero de 1943, dedicado a la adoración del Emperador Jimmu.

### Prensa y entretenimiento
El Hong Kong News, un diario inglés de propiedad japonesa de antes de la guerra, fue restablecido en enero de 1942, durante la ocupación japonesa. El editor, E.G. Ogura, era japonés y los miembros del personal eran principalmente de China y Portugal que anteriormente había trabajado para el South China Morning Post. Se convirtió en el portavoz de la propaganda japonesa. De los diez periódicos chinos locales que circulaban antes de la rendición, sólo cinco continuaban siendo publicados en mayo bajo censura. La radio también se instrumentalizó para servir a la ocupación. Los cines sólo estrenaban películas japonesas, como The Battle of Hong Kong, la única película hecha en Hong Kong durante la ocupación japonesa. Dirigida por Tanaka Shigeo y producida por la Dai Nippon Film Company y con el reparto copado por japoneses, aunque algunas personalidades del cine de Hong Kong también participaron. Esta película apareció en el primer aniversario del ataque.

## La resistencia antijaponesa

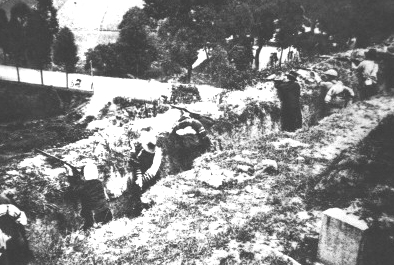
Guerrilleros peleando en trincheras, Dongjiang.

### Guerrilla antijaponesa de Guangdong
Originalmente formado por Zeng Sheng (曾生) en Guangdong en 1939, este grupo estaba compuesto en su mayoría por campesinos, estudiantes, y marineros. Cuando la guerra llegó a Hong Kong en 1941, la fuerza de guerrilla pasó de 200 a más de 6.000 soldados. En enero de 1942, las guerrillas del pueblo al este de Guangdong antijaponesas (廣東人民抗日游擊隊東江縱隊)se creó para reforzar las fuerzas anti-japonesas en los deltas del Dongjiang y Zhujiang. La contribución de la guerrilla más significativa a los Aliados, en particular, fue el rescate de veinte pilotos estadounidenses que se lanzaron en paracaídas sobre Kowloon cuando sus aviones fueron derribados por los japoneses. A raíz de la retirada británica, la guerrilla tomó las armas abandonadas y estableció las bases de los Nuevos Territorios y
Kowloon. El uso de tácticas de guerra de guerrillas se convirtió en asesinato de traidores y colaboradores chinos., ataques a la estación de policía de Tai Po, y bombardeos sobre el aeropuerto de Kai Tak. Durante la ocupación japonesa, la única resistencia fortificada fue montada por la guerrilla del río del Este.

## Fin de la ocupación japonesa

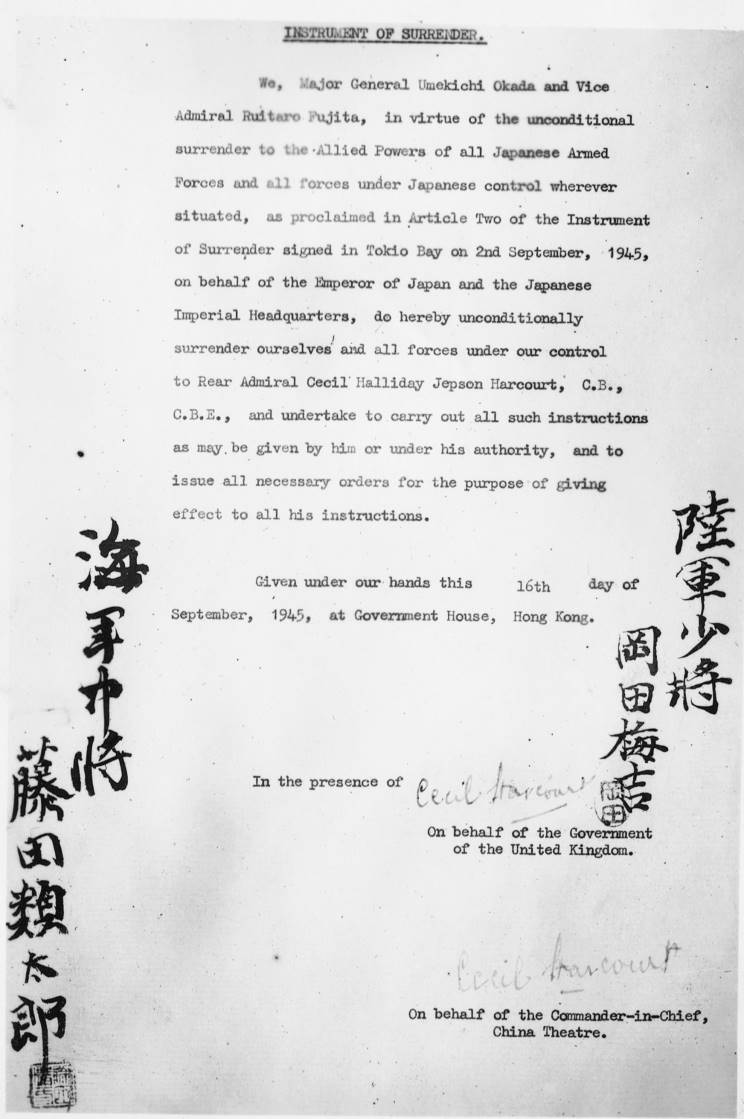
Documento japonés de rendición.

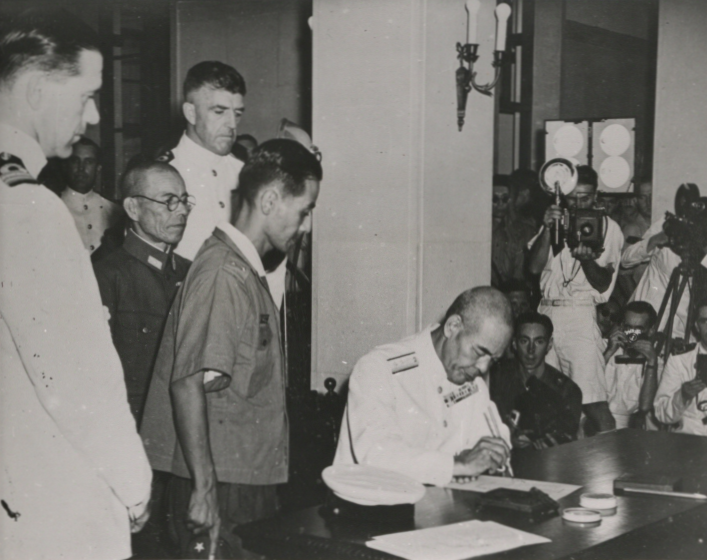
Japón firmó el documento de rendición en Hong Kong el 16 de septiembre de 1945.

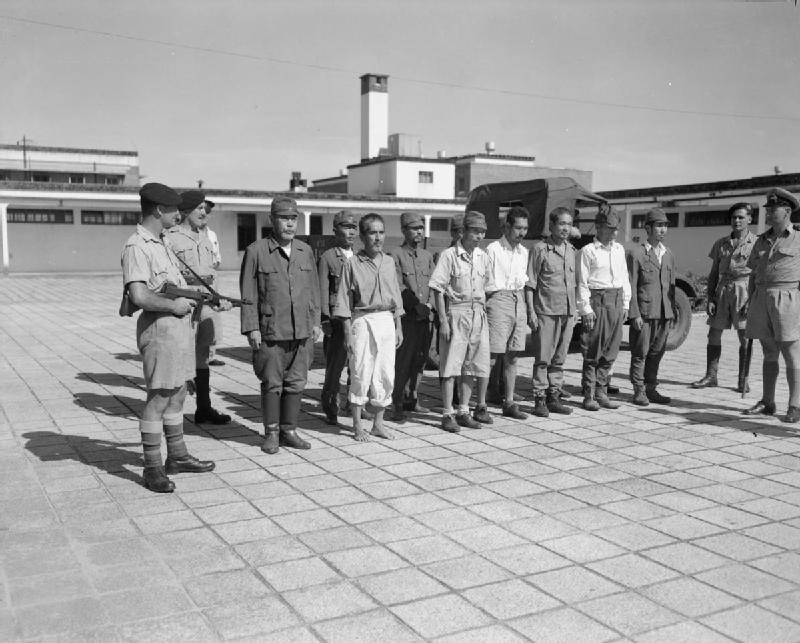
Criminales de guerra japoneses antes de ser transferidos a la Prisión Stanley.

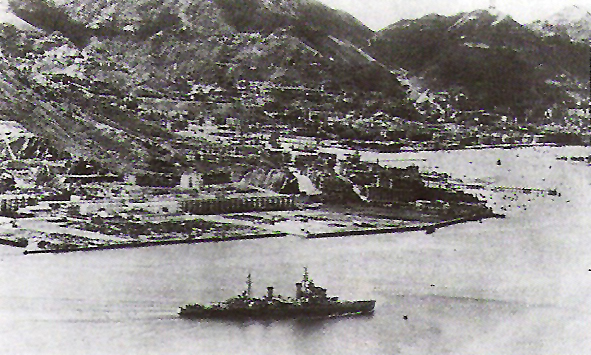
El crucero británico, entrando al puerto de Victoria a través de North Point el 30 de agosto de 1945

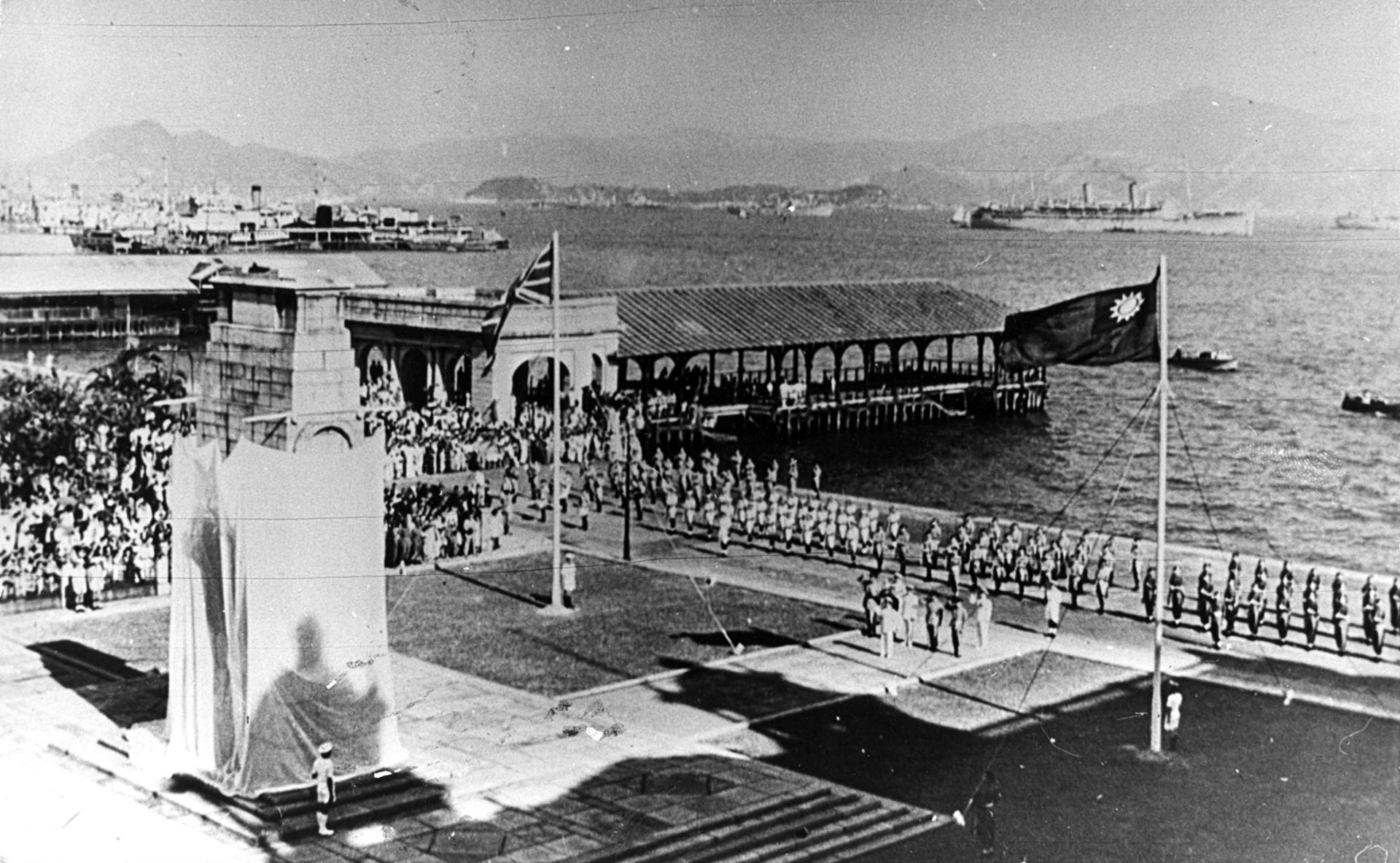
La liberación de Hong Kong en 1945. Fotografía tomada en el Cenotafio de Central, Hong Kong.

### Rendición japonesa
La ocupación japonesa de Hong Kong terminó al acabar la guerra en 1945. Estados Unidos lanzó bombas atómicas sobre Hiroshima el 6 de agosto de 1945. y sobre Nagasaki tres días después, el mismo día que la URSS comenzó la Operación Ofensiva Estratégica de Manchuria, que paralizó al último gran ejército japonés en China. Japón finalmente se rindió el 15 de agosto de 1945. El control británico sobre Hong Kong fue restablecido.
El "Día de la Liberación" tenía lugar el último lunes de agosto (重光紀念日), siendo festivo junto al "Día de la Victoria" de la Guerra Sino-Japonesa (el sábado anterior al Día de la Liberación). Tras la transferencia de soberanía de Hong Kong in 1997 el día del trabajo (5 de mayo) y el Día Nacional de la República Popular de China (1 de octubre) los sustituyen como días festivos oficiales.
El general Takashi Sakai, que dirigió la invasión de Hong Kong y posteriormente ejerció como gobernador durante algún tiempo, fue juzgado como criminal de guerra y ejecutado en la tarde del 30 de septiembre de 1946.

### Escenario político de Hong Kong
La rendición de Japón en 1945 trajo consigo una nueva pregunta: ¿quién debe gobernar ahora Hong Kong? Chiang Kai-shek del Kuomintang supuso que sería retomar el papel de controlar la totalidad de China. Varios años antes, El presidente norteamericano Franklin Delano Roosevelt insistió en que el colonialismo se tenía que terminar y prometió a Soong May-ling que Hong Kong sería devuelto al control chino. Pero los británicos se movieron rápidamente para recuperar el control de Hong Kong. Tan pronto como sonó la voz de la rendición japonesa, Franklin Gimson, secretario colonial de Hong Kong, salió de su campo de prisioneros y se declaró gobernador interino del territorio. Se instaló una oficina del gobierno en Victoria el 1 de septiembre de 1945. El almirante británico Cecil Halliday Jepson Harcourt navegó a Hong Kong a bordo del crucero HMS Swiftsure para restablecer el control del gobierno británico sobre la colonia. Luego aceptó formalmente la rendición japonesa el 16 de septiembre de 1945.
La recuperación de Hong Kong después de la guerra fue asombrosamente rápida. En noviembre de 1945, la economía se había recuperado tan bien que los controles del gobierno se levantaron y restaurado los mercados libres. La población volvió a alrededor de un millón a principios de 1946 debido a la inmigración desde China. Los tabúes coloniales también se rompieron en los años de la posguerra, ya que las potencias coloniales europeas se dieron cuenta de que no podían administrar sus colonias del mismo modo como lo hacían antes de la guerra. A los chinos ya no se les limitó el acceso a algunas playas, o el poder habitar en Victoria Peak.